# Глинке
Глинке (нем. Glienke) — община в Германии, в земле Мекленбург-Передняя Померания.
Входит в состав района Мекленбург-Штрелиц. Подчиняется управлению Фридланд.  Население составляет 162 человека (на 31 декабря 2010 года). Занимает площадь 6,67 км².